# Karloman II van Frankrijk
Karloman II (ca. 866 – 12 december 884) was de jongste zoon van koning Lodewijk de Stamelaar en Ansgardis van Hiémois en werd, samen met zijn broer Lodewijk III, koning van West-Francië na hun vaders dood in 879.
Sommige edelen pleitten voor de verkiezing van één koning, maar uiteindelijk werden beide broers tot koning verkozen. Hoewel er praatjes de ronde deden over hun legitimiteit, verkregen de broers erkenning en in maart 880 verdeelden ze in Amiens hun vaders rijk: Karloman kreeg Bourgondië en Aquitanië.
Hertog Boso van Provence zegde echter zijn trouw aan beide broers op en kon zich door de plaatselijke adel laten verkiezen tot koning van Provence. In de zomer van 880 trokken de broers Karloman en Lodewijk ten strijde tegen hem en veroverden Mâcon en de noordelijke delen van Boso's rijk. Ze verenigden hun krachten met die van Karel de Dikke en belegerden, zonder succes, Vienne van augustus tot november. Pas in de zomer van 882 werd Vienne veroverd nadat het belegerd was door Richard, graaf van Autun.
Rond dezelfde tijd, in augustus 882, werd Karloman alleenheerser als gevolg van de dood van zijn broer, maar het koninkrijk verkeerde in een betreurenswaardige toestand mede wegens de invallen van de Normandische rovers, en zijn macht was erg afgebakend. Er waren opstanden van de feodale heersers, zelfs in Bourgondië.
Karloman stierf terwijl hij aan het jagen was op 12 december 884 en werd opgevolgd door zijn neef, keizer Karel de Dikke.

## Voorouders

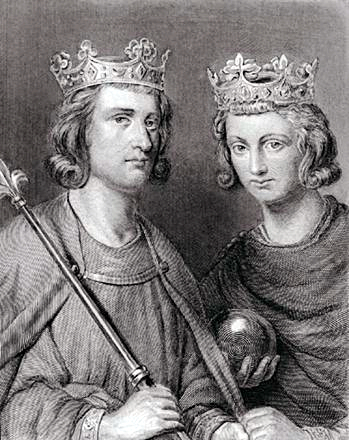
Lodewijk III en Karloman, een gefantaseerd 19e-eeuws portret

| Voorouders van Karloman II van Frankrijk (866-884) | Voorouders van Karloman II van Frankrijk (866-884)                    | Voorouders van Karloman II van Frankrijk (866-884)                    | Voorouders van Karloman II van Frankrijk (866-884)                    | Voorouders van Karloman II van Frankrijk (866-884)                    | Voorouders van Karloman II van Frankrijk (866-884)                    | Voorouders van Karloman II van Frankrijk (866-884)                    | Voorouders van Karloman II van Frankrijk (866-884)                    | Voorouders van Karloman II van Frankrijk (866-884)                    |
| -------------------------------------------------- | --------------------------------------------------------------------- | --------------------------------------------------------------------- | --------------------------------------------------------------------- | --------------------------------------------------------------------- | --------------------------------------------------------------------- | --------------------------------------------------------------------- | --------------------------------------------------------------------- | --------------------------------------------------------------------- |
| Overgrootouders                                    | Lodewijk de Vrome (778-840) ∞ 819 Judith van Beieren (805-843)        | Lodewijk de Vrome (778-840) ∞ 819 Judith van Beieren (805-843)        | Odo van Orléans (780-834) ∞ Engeltrude van Parijs                     | Odo van Orléans (780-834) ∞ Engeltrude van Parijs                     | ? ∞ ?                                                                 | ? ∞ ?                                                                 | ? ∞ ?                                                                 | ? ∞ ?                                                                 |
| Grootouders                                        | Karel de Kale (823-877) ∞ 842 Ermentrudis van Orléans (830-869)       | Karel de Kale (823-877) ∞ 842 Ermentrudis van Orléans (830-869)       | Karel de Kale (823-877) ∞ 842 Ermentrudis van Orléans (830-869)       | Karel de Kale (823-877) ∞ 842 Ermentrudis van Orléans (830-869)       | Harduinis van Bourgondië ∞ ?                                          | Harduinis van Bourgondië ∞ ?                                          | Harduinis van Bourgondië ∞ ?                                          | Harduinis van Bourgondië ∞ ?                                          |
| Ouders                                             | Lodewijk de Stamelaar (846-879) ∞ 875 Ansgardis van Hiémois (826-882) | Lodewijk de Stamelaar (846-879) ∞ 875 Ansgardis van Hiémois (826-882) | Lodewijk de Stamelaar (846-879) ∞ 875 Ansgardis van Hiémois (826-882) | Lodewijk de Stamelaar (846-879) ∞ 875 Ansgardis van Hiémois (826-882) | Lodewijk de Stamelaar (846-879) ∞ 875 Ansgardis van Hiémois (826-882) | Lodewijk de Stamelaar (846-879) ∞ 875 Ansgardis van Hiémois (826-882) | Lodewijk de Stamelaar (846-879) ∞ 875 Ansgardis van Hiémois (826-882) | Lodewijk de Stamelaar (846-879) ∞ 875 Ansgardis van Hiémois (826-882) |